# Dąbrowa (Gdynia)
Dąbrowa (deutsch: Dohnasberg kaschubisch: Dąbrowa) ist ein Stadtteil von Gdynia in der polnischen Woiwodschaft Pommern. Er grenzt an die folgenden Bezirke: Nördlich an Chwarzno-Wiczlino, östlich an Karwiny, südlich an Wielki Kack und westlich an die Gemeinde Żukowo.
Dąbrowa ist seit 1973 verwaltungstechnisch Teil der Stadt Gdynia, vorher war die Siedlung eigenständig.
Zwischen dem 14. und 21. März 1945 kam es bei Dohnasberg sowie bei Groß Katz zu schweren Gefechten, als die 70. Armee der Roten Armee zum Durchstoß gegen die Verteidigungsstellungen der deutschen Wehrmacht bei Gdynia (damals „Gotenhafen“), Danzig und der Oxhöfter Kämpfe ansetzte. Am 26. März 1945 wurde der Durchstoß erfolgreich beendet, indem die 70. Armee nördlich von Zoppot die Danziger Bucht erreichte. :561